# Spitzblättriges Spießmoos
Das Spitzblättrige Spießmoos (Calliergonella cuspidata) ist eine Laubmoos-Art der Familie Pylaisiaceae. Es ist die einzige Art der Gattung Calliergonella.

## Merkmale

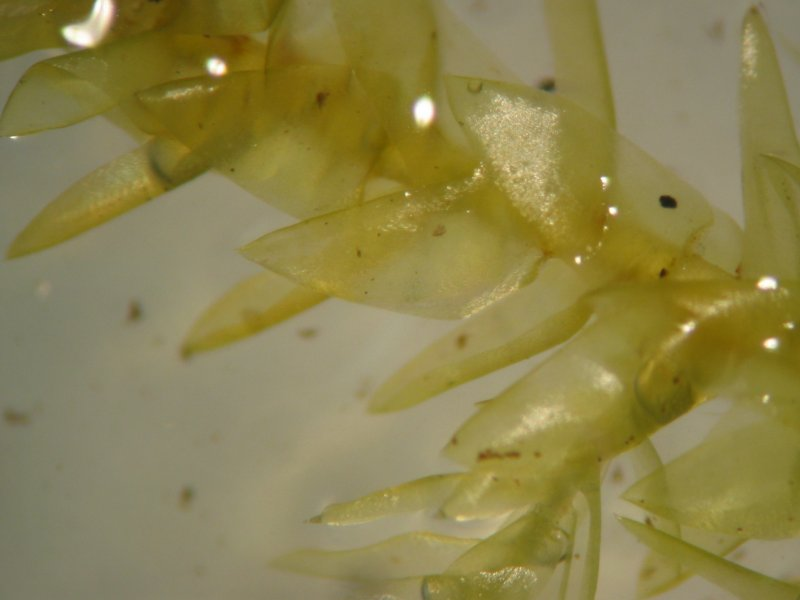
Detailaufnahme der Blätter

Charakteristisches Merkmal dieser Art sind die Blätter, die an den oft nach oben gerichteten Stämmchenspitzen zu einem geraden, leicht stechenden Dorn zusammengewickelt sind.
Die Pflanze wird bis 15 cm lang und ist frisch grün bis goldgrün, oft auch bräunlich oder rötlich gefärbt. Die Blättchen werden 2–3 mm lang und sind breit eiförmig und nicht sehr scharf bespitzt. Die Blattzellen sind prosenchymatisch, die Blattflügelzellen differenziert. Eine Blattrippe fehlt oder ist kurz und doppelt.

## Vorkommen
Es wächst bevorzugt auf nassen, teils sumpfigen Böden. Nicht selten ist es auch auf feuchter, nährstoffreicher Erde und an Felsen anzutreffen. Häufig kann es auch ruderal auftreten. Es kommt nicht nur in Europa und der gesamten Nordhemisphäre, sondern auch in Südamerika, Australien und Neuseeland vor. Es ist fast kosmopolitisch verbreitet.